# Maria Baxa
Maria Baxa, pseudonimo di Marija Baksa (in serbo-croato Марија Бакса?; Osijek, 15 aprile 1946 – Belgrado, 14 novembre 2019), è stata un'attrice jugoslava naturalizzata italiana di etnìa serba.
Fu attiva fra il 1967 e il 1988 in film di genere, tra cui poliziotteschi,  pellicole di fantascienza e commedie erotiche all'italiana. Dopo la fine dell'attività cinematografica visse in Serbia lavorando come architetto.

## Biografia
Suo padre era di origini italiane. Maria studiò ingegneria e architettura e girò, tra un esame e l'altro, due film in Jugoslavia. Si trasferì a Roma per lavorare nello studio di un architetto che era amico di Michelangelo Antonioni. Grazie a questa conoscenza, fece un provino e firmò un contratto di tre anni con Dino De Laurentiis. Venne anche diretta dal regista britannico Terence Young nel film Joe Valachi - I segreti di Cosa Nostra, in un cast comprendente anche Charles Bronson, Lino Ventura, Amedeo Nazzari e Walter Chiari. Negli anni settanta posò per varie riviste per uomini, come Playmen. Lasciò il mondo dello spettacolo per intraprendere la professione di architetto.

## Filmografia

### Cinema
- Anche i pugili vanno in paradiso (Bokseri idu u raj), regia di Branko Celovic (1967)
- Mlad i zdrav kao ruza, regia di Jovan Jovanovic (1971)
- Le belve, episodio Una bella famiglia, regia di Giovanni Grimaldi (1971)
- Joe Valachi - I segreti di Cosa Nostra (The Valachi Papers), regia di Terence Young (1972)
- Boccaccio, regia di Bruno Corbucci (1972)
- Il terrore con gli occhi storti, regia di Steno (1972)
- Torino nera, regia di Carlo Lizzani (1972)
- Il prode Anselmo e il suo scudiero, regia di Bruno Corbucci (1972)
- Un amore così fragile così violento, regia di Leros Pittoni (1973)
- Spogliamoci così senza pudor..., episodio Il detective', regia di Sergio Martino (1976)
- Per amore di Poppea, regia di Mariano Laurenti (1977)
- Candido erotico, regia di Claudio Giorgi (1978)
- Incontri molto ravvicinati... del quarto tipo, regia di Mario Gariazzo (1978)
- Il commissario Verrazzano, regia di Franco Prosperi (1978)
- Gegè Bellavita, regia di Pasquale Festa Campanile (1978)
- Belli e brutti ridono tutti, regia di Domenico Paolella (1979)
- Gardenia il giustiziere della mala, regia di Domenico Paolella (1979)
- Kiklop, regia di Antun Vrdoljak (1982)
- Davitelj protiv davitelja, regia di Slobodan Šijan (1984)
- Russicum - I giorni del diavolo, regia di Pasquale Squitieri (1988)
- Brija, regia di Luka Rukavina – cortometraggio (2012)

### Televisione
- Obraz uz obraz – serie TV, episodio 1x12 (1973)
- Settimo anno – miniserie TV (1978)
- Il giovane dottor Freud, regia di Alessandro Cane – miniserie TV, puntata 1 (1982)

## Doppiatrici italiane
- Rita Savagnone in Joe Valachi - I segreti di Cosa Nostra
- Vittoria Febbi in Torino nera
- Maria Pia Di Meo in Il commissario Verrazzano
- Solvejg D'Assunta in Spogliamoci così senza pudor...
- Angiolina Quinterno in Gardenia il giustiziere della mala